# Детане
Детане (на сръбски: Детане) е село в Сърбия, разположено в община Тутин, Рашки окръг. Намира се на 884 метра надморска височина. Населението му според преброяването през 2011 г. е 164 души. При преброяването на населението през 2002 г. има 224 жители, от тях 210 (93,75 %) бошняци, 12 (5,35 %) сърби, 1 (0,44 %) германец и 1 (0,44 %) не се самоопределя.

## Население
Численост на населението според преброяванията през годините:
- 1948 – 276 души
- 1953 – 320 души
- 1961 – 377 души
- 1971 – 293 души
- 1981 – 234 души
- 1991 – 319 души
- 2002 – 224 души
- 2011 – 164 души